# Château de Paviers
Le château de Paviers est un château situé dans la commune de Crouzilles, dans le département français d'Indre-et-Loire.
Le château fortifié est construit au XVe siècle mais il est agrandi et réaménagé à plusieurs reprises jusqu'au début du XXe siècle. Son entrée fortifiée est  inscrite comme monument historique en 1962.

## Localisation
Le château se situe à l'est du bourg de Crouzilles, sur le flanc d'une butte dominant la rive droite de la Vienne.

## Historique
En 1140, Paviers est un fief rattaché à la châtellenie de l'Île-Bouchard.
Aux XVIIIe et XIXe siècles, Paviers appartient à la famille de Quinemont. Parmi ces propriétaires, Arthur de Quinemont est maire de Crouzilles de 1837 à 1849.
Le château est construit au XVe siècle, agrandi au XVIe siècle. Au XVIIe siècle, de nouveaux bâtiments sont construits (écurie, nouveau logis) tandis que d'autres sont démolis et servent à combler une partie des vieilles douves défensives ; une chapelle et un pigeonnier sont bâtis dans la seconde moitié de ce même siècle.
Paviers est restauré et remanié à la fin du XIXe siècle puis au début du XXe siècle par deux architectes différents ; une bretèche, qui n'a plus de vocation défensive, est construite pour abriter une salle de billard,. La porte fortifiée et les tourelles sont inscrites comme monument historique par arrêté du 18 juin 1962.

## Description
Le corps de logis, encadré par trois tours rectangulaires et composé d'un sous-sol, d'un rez-de-chaussée, d'un étage et d'un comble, se développe à l'ouest, au nord et au sud d'une cour ouverte à l'est. Une bretèche, qui n'a aucun rôle défensif, se trouve sur la façade nord du corps de logis ; elle abrite une salle de billard. Le château était entouré de douves sèches, l'accès se faisant par une porte fortifiée couronnée de mâchicoulis.
Une tour cylindrique à cinq étages, à l'extrémité nord du corps de logis, contrôle la porte fortifiée ; un pont dormant et un pont-levis conduisent à la porte. Le troisième étage de cette tour possède des voûtes rayonnantes qui retombent sur une colonne centrale.

## Dans les arts
Le château sert de lieu de tournage pour la première saison de la série The Walking Dead: Daryl Dixon en 2023.

## Pour en savoir plus